# Édouard Drouyn de Lhuys
Édouard Drouyn de Lhuys, född 19 november 1805 i Paris, död 1 mars 1881 i Paris, var en fransk diplomat och politiker.
Efter att ha erhållit en grundlig klassisk bildning och det franska utrikesdepartementets skickliga skolning enligt Talleyrands traditioner, gav Drouyn de Lhuys 1833–1836 som chargé d'affaires i Haag, därefter i Madrid, prov på en mindre vanlig diplomatisk takt och smidighet, varför Adolphe Thiers 1840 kallade honom till chef för utrikesdepartementets handelsavdelning. Han blev 1842 deputerade, bekämpade François Guizots politik och fick lämna ämbetsmannabanan 1845. Han återvaldes som deputerad 1846, och utmärkte sig som en elegant och skicklig talare och bidrog verksamt till julimonarkins fall. 1848 blev han medlem av konstituerande församlingen, och var 1848–1849 och 1851 utrikesminister, 1849–1851 ambassadör i London, samt blev 1852 senator. Samma år övertog han för tredje gången utrikesministerposten, innehade den under Krimkriget, men avgick i maj 1855, sedan han vid konferensen i Wien inte till den grad han önskat genomdriva sina planer, särskilt rörande en allians mellan Frankrike och Österrike. 1856 avgick han även som senator, som protest mot den bristande aktning, han ansåg Napoleon III visat senaten, men mottog trots detta 1862 på nytt en utnämning till utrikesminister, och kvarstod som sådan till 1866, då han avgick på grund av meningsskiljaktigheter med Napoleon angående Frankrikes hållning under Preussens krig mot Österrike. Drouyn fick uppleva svårigheten att handha ansvaret för Frankrikes utrikespolitik under Napoleon III, där kejsaren personligen drev en egen linje vid sidan av den officiella franska, en som dessutom ständigt växlade. Drouyn fruktade att Napoleons nationalitetspolitik skulle äventyra jämvikten i Europa. Han önskade upprätthålla den genom ett samarbete med ett starkt Österrike, och att detta land därför inte fick försvagas av ett enat Italien eller ett alltför starkt Preussen. Drouyn försökte i enlighet med detta 1862 uppnå ett modus vivendi mellan påvestolen och den nya italienska staten och yrkade på ett franskt ingripande under Preussens krig mot Österrike. 1864 undertecknade han likväl septemberkonventionen med Italien. Efter kejsardömets fall levde Drouyn ett år på Jersey.

## Utmärkelser
- Storkorset av Nederländska Lejonorden,  10 september 1853[6]
- Storkors av Frälsarens orden
- Storkors av Hederslegionen
- Meschidie-orden
- Storkors av Leopoldorden
- Storkors av Piusorden
- Dannebrogorden

[Redigera Wikidata]